# مولد الهباء الجوي

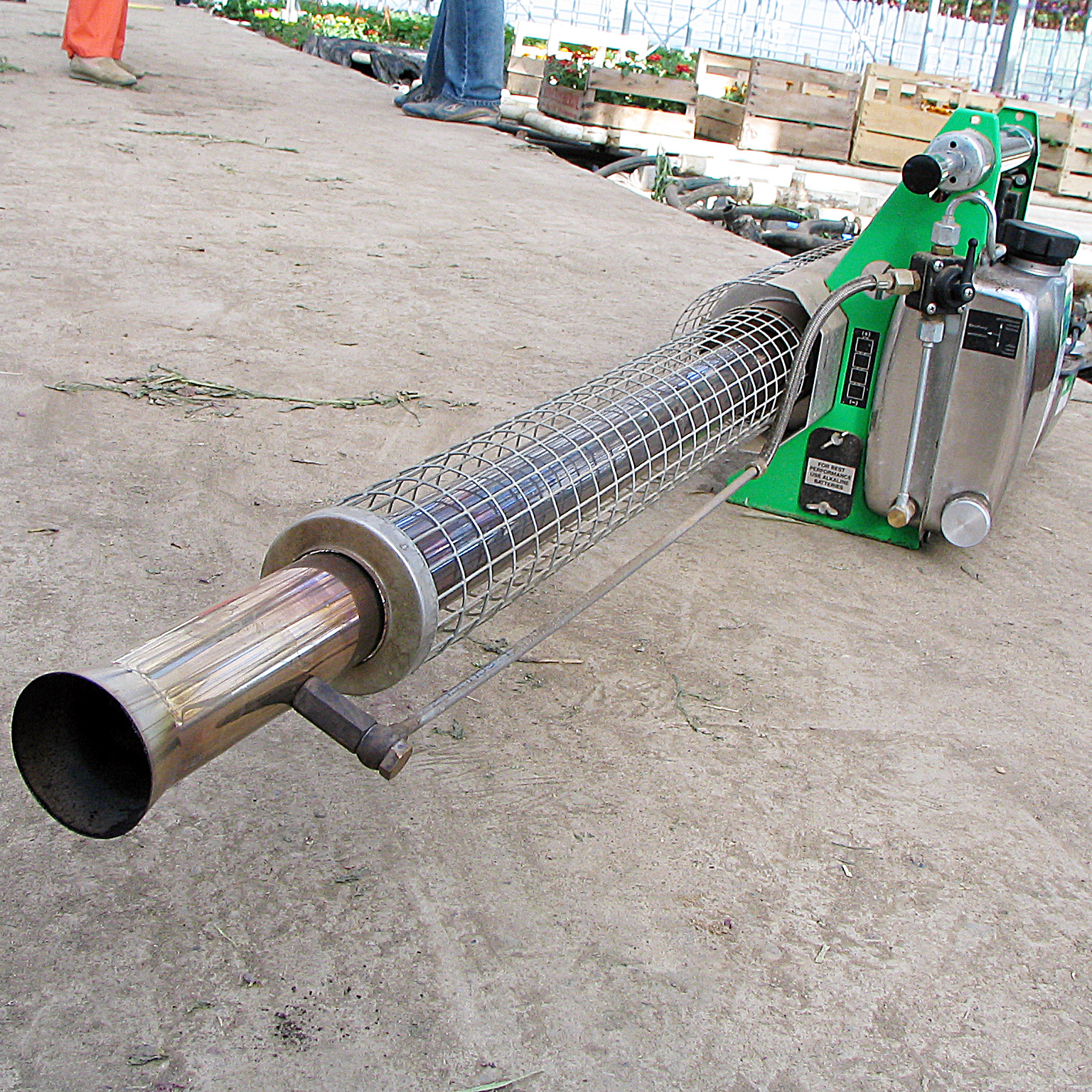
مولد الهباء الجوي TF 35 من الشركة المصنعة الألمانية Igeba.

مولّد الهباء الجوي هو أي جهاز يقوم بخلق الضباب ورشّه وعادةً ما يحتوي على مبيد حشري بغرض قتل الحشرات ومفصليات الأرجل الأخرى. غالبا ما يستخدم المُستهلِكون مولّد الهباء الجوي كبديل منخفض التكلفة لخدمات مكافحة الآفات الاحترافية. يعتمد عدد المولّدات اللازمة لمكافحة الآفات على حجم المساحة المراد رشُّها، كما هو مذكور في التعليمات المتعلقة بالسلامة المرفقة مع الأجهزة. قد يحتوي مولّد الهباء الجوي على غازات قابلة للإشتعال، مما قد يؤدي إلى خطر الإنفجار إذا تم استخدامه داخل مبنى فيه شعلة غاز دائمة أو لهب مكشوف آخر.

## مخاطره على البشر
خلال الفترة 2001-2006، تم تحديد ما مجموعه 466 حالة أو إصابة مرتبطة بمولّد الهباء الجوي في الولايات المتحدة من قِبل برنامج SENSOR-Pesticides. غالبًا ما تحصل هذه الإصابات بسبب الفشل أو عدم القدرة على الإخلاء قبل تهوية المكان من ضباب المولّد، أو العودة إلى المكان الذي تم رشُّه بعد وقت قصير جدًا من تهويته من الضباب، وكذلك المبالغة في استخدام المولّد في المكان وعدم تنبيه الأشخاص القريبين.